# Hikaru Midorikawa
Hikaru Midorikawa (jap. 緑川 光 Midorikawa Hikaru; ur. 2 maja 1968) – japoński seiyū związany z Aoni Production. Okazjonalnie użycza również głosu w dubbingu.

## Wybrane role głosowe

### TV
- Eichii (Uta no Prince-sama! Maji Love 2000%)
- Shiki (Togainu no Chi)
- Softon (Bobobō-bo Bō-bobo)
- Sir Anubis (Detective School Q)
- Naoki Shinjo (Future GPX Cyber Formula)
- Hide-san (3×3 Eyes)
- Murai (Be-bop High School)
- Yūsuke Yoshino (Clannad)
- Lin (Cowboy Bebop)
- Android 16 & Paikuhan (Dragon Ball Z)
- Messiah (Earthian ep 4)
- Tokiya Mikagami (Flame of Recca)
- Heero Yuy (Shin Kidōsenki Gundam Wing, znane również jako Gundam Wing)
- Schuldig (Weiß Kreuz, also known as Weiss Kreuz)
- Soji Mikage (Rewolucjonistka Utena)
- Tamahome & Taka Sukunami (Fushigi Yūgi)
- Reydon (Legend of Crystania)
- Lieutenant Rail Claymore (Lost Universe)
- Faust (Saber Marionette)
- Ail (Sailor Moon R)
- Fiore (Sailor Moon R: The Movie)
- Toma/Icarus (Saint Seiya Tenkai-Hen)
- Daisuke, Kōmu (Pocket Monsters)
- Silva, Patch Hao (Shaman King)
- Kaede Rukawa (Slam Dunk)
- Seto Kaiba (Toei's Yu-Gi-Oh!, niewydane poza Japonią)
- Zelgadis Greywords (The Slayers)
- Sora Hashiba (Suki na Mono wa Suki Dakara Shōganai!)
- Yoshio Somei (Slow Step)
- Shō Amabane (Burning Rangers)
- Salamandes (Kyūkyū Sentai GoGo-V)
- Angemon (Digimon Frontier)
- Bakuryū TopGaler (Bakuryū Sentai Abaranger)
- Kei'ichirō Akasaka (Tokyo Mew Mew)
- Abare (Mirai Sentai Time Ranger, Episode 34)
- Dufaux (Konjiki no Gash Bell! lub Zatch Bell)
- Arashi (Naruto)
- Wilhelm (Xenosaga: the animation)
- Yoshito Kikuchi (Great Teacher Onizuka)
- Tochizawa (Here is Greenwood ep 3)
- Wanijima Kaitō (Air Gear)
- Misao Kuramitsu (Tenchi Muyo Ryo-Ohki (OVA 3)) oraz (Tenchi Muyo! GXP)
- Kosei Hida (Angel Links)
- Mira Munakata (Papa To Kiss In The Dark)
- Raven (Gravion)
- Raven (Gravion Zwei)
- Shi Seiran/Seien (Saiunkoku Monogatari)
- Migeira (Samurai Deeper Kyo)
- Shazan (Gestalt)
- Yōta (Kōryu Densetsu Villgust OVA)
- Misonō Kai (Angel's Feather)
- Zoshonosuke Himekawa (Ayakashi)
- Masaki Andoh (Super Robot Wars Original Generation: The Animation)
- Masaki Andoh (Super Robot Wars Original Generation: Divine Wars)
- Ryuhō (s-CRY-ed)
- Arai Togo (Graduation M)
- Kid (The Animatrix: „Kid's Story”, wersja japońska)
- Killrain (Shining Tears X Wind)
- Narumi Shizuto (Yakitate!! Japan)
- Icarus Tōma (Saint Seiya)
- Kyōya Takamachi (Magical Girl Lyrical Nanoha)
- Dune (HeartCatch Pretty Cure!)
- Ayato Sakamaki (Diabolik Lovers)

### OVA
- Marth (Fire Emblem Mystery of the Emblem)
- Koisuru bōkun (Sōichi Tatsumi)

### CD-Dramy
- Aquarius Camus (Saint Seiya Episode G)

### Gry
- Adell (Disgaea 2: Cursed Memories)
- Mitsuhide Akechi (seria Samurai Warriors and Kessen III)
- Android #16 (Dragon Ball Z: Ultimate Battle 22)
- Ayane's Uncle (Dead or Alive 2 Ultimate)
- Cain (Shining Force Neo)
- Enn, Ray, Hyu (Advance Guardian Heroes)
- Hayate/Ein (Dead or Alive)
- Hashiba Sora (Sukisho!! Raido (audycja radiowa))
- Heero Yuy, Masaki Andoh (Super Robot Wars)
- Hiro (LUNAR: Eternal Blue)
- Killrain (Shining Wind)
- Leon Magnus / Judas (Tales of Destiny, Tales of Destiny 2, Namco x Capcom)
- Marth (Super Smash Bros. Melee)
- Masaki Andoh (Various Super Robot Wars series / SRW Gaiden: The Lord of Elemental)
- Master Therion (Kishin Hōkō Demonbane)
- Might (Psychic Force 2012)
- Nesty (Summon Night: Swordcraft Story 2)
- Pretty Riki (Kill Bill)
- Proto Zero (Gundam Blood of Zeon Giren's Greed)
- Proto Zero (SD Gundam G Generation F)
- Ramirez (Skies of Arcadia)
- Reve,Humar,Hunewm,Hucast,Ramar,Racast,Fomar,Fonewm (Phantasy Star Zero)
- Sigma (Langrisser V ~THE END OF LEGEND~)
- Soma Cruz (Castlevania: Aria of Sorrow, Castlevania: Dawn of Sorrow)
- Sōji Mikage (Shōjo Kakumei Utena ~Itsuka Kakumei Sareru Monogatari)
- Suoh Tamaki (Ouran High School Host Club drama CDs')
- U-DO (Xenosaga Episode III: Also sprach Zarathustra)
- Yuuki (Neo Geo Battle Coliseum)
- Zelgadiss Graywords (Slayers)
- Llednar Twem (Final Fantasy Tactics Advance)
- Viscount Mikhail Ramphet (Animamundi)
- Si Eikei (Teikoku Sensenki)
- Ayato (Diabolik Lovers: Haunted Dark Bridal)
- Ayato (Diabolik Lovers: More Blood)
- Ayato (Diabolik Lovers: Vandead Carnival)
- Ayato (Diabolik Lovers: Dark Fate)
- Rantaro Amami (Danganronpa V3- Goodbye Danganronpe)